# Bloedproduct
Een bloedproduct is een onderdeel van het menselijk bloed dat toegepast wordt als therapie voor een patiënt. Waar "bloed" vroeger als één geheel doorgegeven werd van bloeddonor naar patiënt, is het tegenwoordig vaak mogelijk om verschillende onderdelen van het bloed te isoleren en aan verschillende patiënten te geven.
| Bloedproduct      | Toepassingen |
| ----------------- | --- |
| Volbloed          | Het bloed zoals dit in het lichaam voorkomt. Wordt in Nederland nauwelijks meer zó gebruikt, omdat een patiënt meestal vooral behoefte heeft aan een specifiek onderdeel van het bloed. Het is veiliger (en efficiënter) om alleen dat toe te dienen, wat nodig is. |
| Rode bloedcellen  | Ernstig bloedverlies en/of ernstige bloedarmoede. |
| Bloedplaatjes     | Tekort aan bloedplaatjes door ernstig bloedverlies of een stoornis in de bloedaanmaak. |
| Bloedplasma       | Tekort aan bloedplasma, en aan de eiwitten en stollingsfactoren in het plasma. Bijvoorbeeld ontstaan door zeer ernstig bloedverlies of bij zeer ernstige brandwonden.                                                                                               |
| Stollingsfactoren | Tekort aan één of meerdere van de stollingsfactor(en) door zeer ernstig bloedverlies of door een aangeboren ziekte (bijvoorbeeld hemofilie). |
| Antistoffen       | Dreigende ernstige infectie waartegen een specifieke antistof beschermt, of een algemeen tekort aan antistoffen (meestal een aangeboren probleem). |
| Albumine          | Meest voorkomende eiwit in het bloed dat toegediend wordt bij zeer ernstig bloedverlies of zeer ernstige brandwonden. |